# Khemisti
Khemisti (em árabe: خميستي), anteriormente Tefeschoun durante a colonização francesa, é uma comuna localizada na província de Tipasa, Argélia. Sua população estimada em 2008 era de 15 128 habitantes.